# Пантелеимон (Караниколас)
Митрополи́т Пантелеи́мон (миру Нико́лаос Каранико́лас, греч. Νικόλαος Καρανικόλας; 18 декабря 1919, Краниди, Греция — 16 августа 2006, Лесбос, Греция) — архиерей Элладской православной церкви, митрополит Коринфский.

## До 1958 года
Родился 18 декабря 1919 года в городе Краниди (греч. Κρανίδι Αργολίδας), Греция.
25 ноября 1936 года принял монашеский постриг с именем Пантелеимон, в 1939 году был рукоположён во диакона.
Когда в 1940 году Греция была вовлечена во II мировую войну, он служил проповедником в греческой армии, которая обороняла Грецию от войск фашистской Италии.
В апреле 1941 года Греция была оккупирована странами оси и Пантелеимон вступил в греческое Сопротивление.
Он воевал в подпольной антифашистской организации «Мидас-614», организованной Иоаннисом Цигантесом, в которой были офицеры и священники, которые боролись с немецкими войсками без декларации политических целей.
После гибели Цигантеса 14 января 1943 года и ареста радистов 28 февраля Пантелеимон вслед за частями греческой армии и большей части военно-морского флота отправился в эмиграцию на Ближний Восток.
Когда в октябре 1944 года Греция была освобождена от немецких войск, Пантелеимон поступил на Богословский факультет Афинского университета, который и окончил в 1947 году; позже он закончил Королевский университет в Лондоне.
В 1948 году был рукоположён во пресвитера.
После окончания обучения был протосинкелом Митрополии острова Хиос, главным управляющим миссионерского отдела Элладской православной церкви, («Апостольской Диаконии»).
Являлся профессором Школы офицеров греческой жандармерии; был вице-председателем оргкомитетов 1-го Всеправославного Совещания на Родосе и празднования тысячелетия Святого Афона.

## Епископское служение
28 сентября 1958 года был хиротонисан во епископа Ахейского, викария Архиепископии Афинской титулярным епископом Ахейским, викарием Афинской архиепископии.
Разработал программу пребывания в Греции Святейшего Патриарха Московского и всея Руси Алексия 1 (Симанского); визит состоялся в 1960 году.
18 ноября 1965 года был избран митрополитом Коринфским, занимал коринфскую кафедру вплоть до смерти.
После переворота 1967 года митрополит Пантелеимон активно высказывал своё несогласие с установившимися порядками в различных изданиях, были ситуации, когда владыка Пантелеимон выступал свидетелем защиты по делам обвиняемых в военных судах.
После кончины архиепископа Иеронима I в 1973 году был наиболее вероятным кандидатом на пост архиепископа Афинского и всея Эллады, но его кандидатура была отклонена из-за конфликта с властями и пост предстоятеля Элладской Православной Церкви занял архиепископ Серафим.
После смены режима чёрных полковников Метаполитефси Пантелеимон продолжил озвучивать своё мнение по разным вопросам, в том числе он издал энциклики, направленные против масонства.
В 1990 году ему было присвоено звание почётного доктора Богословского факультета Афинского университета, в 1995 году Афинская Академия наук присудила ему премию за научные труды.
В 1991 году занимал пост председателя Синодального комитета по межцерковным и межхристианским связям и направил официальное письмо в Рим кардиналам Люстиже, Глемпу и Мартинесу Сомало, в котором, в частности, писал о том, что действия представителей Ватикана привели к тому, что диалог с Православной Церковью зашёл в тупик.
В составе Священного Синода 2005—2006 годов (149-й синодальный период) занимал пост председателя Синодального комитета по догматическим и каноническим вопросам.
В 2006 году был вынужден принять участие в оценке высказываний дьякона Андрея Кураева в отношении священномученика Патриарха Григория V, высказанных в статье «Только за Родину, но не за Сталина!», опубликованной в журнале «Благодатный огонь» № 12 за 2004 год.
Он в общем поддержал критику статьи, высказанную историком и публицистом Николаем Селищевым, изложенную в статье «Верхоглядство или умысел? По поводу статьи А. Кураева», напечатанной 21 марта 2005 года.
После этого Николай Селищев настойчиво добивался реакции греческого патриархата на эту статью, в итоге в своём письме по поводу этих публикаций Митрополит Пантелеимон указывал на то, что вся Элладская православная церковь солидарна в высокой степени почитания Григория V, как одного из столпов греческого православия и указывал на то, что интерпретации ряда фактов, сделанные Андреем Кураевым, ошибочны.
Скончался 16 августа 2006 года у себя дома на острове Лесбос.
Владыка Пантелеимон остался в истории в том числе как редактор многотомных трудов Отцов Церкви и автор свыше полусотни работ по церковному праву, богословию и житиям святых.
За свою карьеру был награждён многими церковными, государственными и боевыми орденами за участие в борьбе с итальянским и немецким фашизмом.